# Mus spretus
Pour les articles homonymes, voir souris (homonymie).
Espèce
Statut de conservation UICN

 LC  : Préoccupation mineure
Mus spretus ou Mus (Mus) spretus, la Souris d'Afrique du Nord, Souris sauvage ou souris à queue courte est une espèce de petits rongeurs de la famille des Muridae.

## Description
C'est une espèce plus petite que la souris domestique, à la queue plus courte et au pelage brun-jaunâtre sur le dos et gris-blanc sous le ventre. Elle est inféodée aux milieux secs des garrigues méditerranéennes.
Elle se rencontre en Afrique du Nord (Maroc, Algérie, Tunisie & Libye), en Espagne, Portugal et dans le sud de la France jusqu'au Var à l'est.

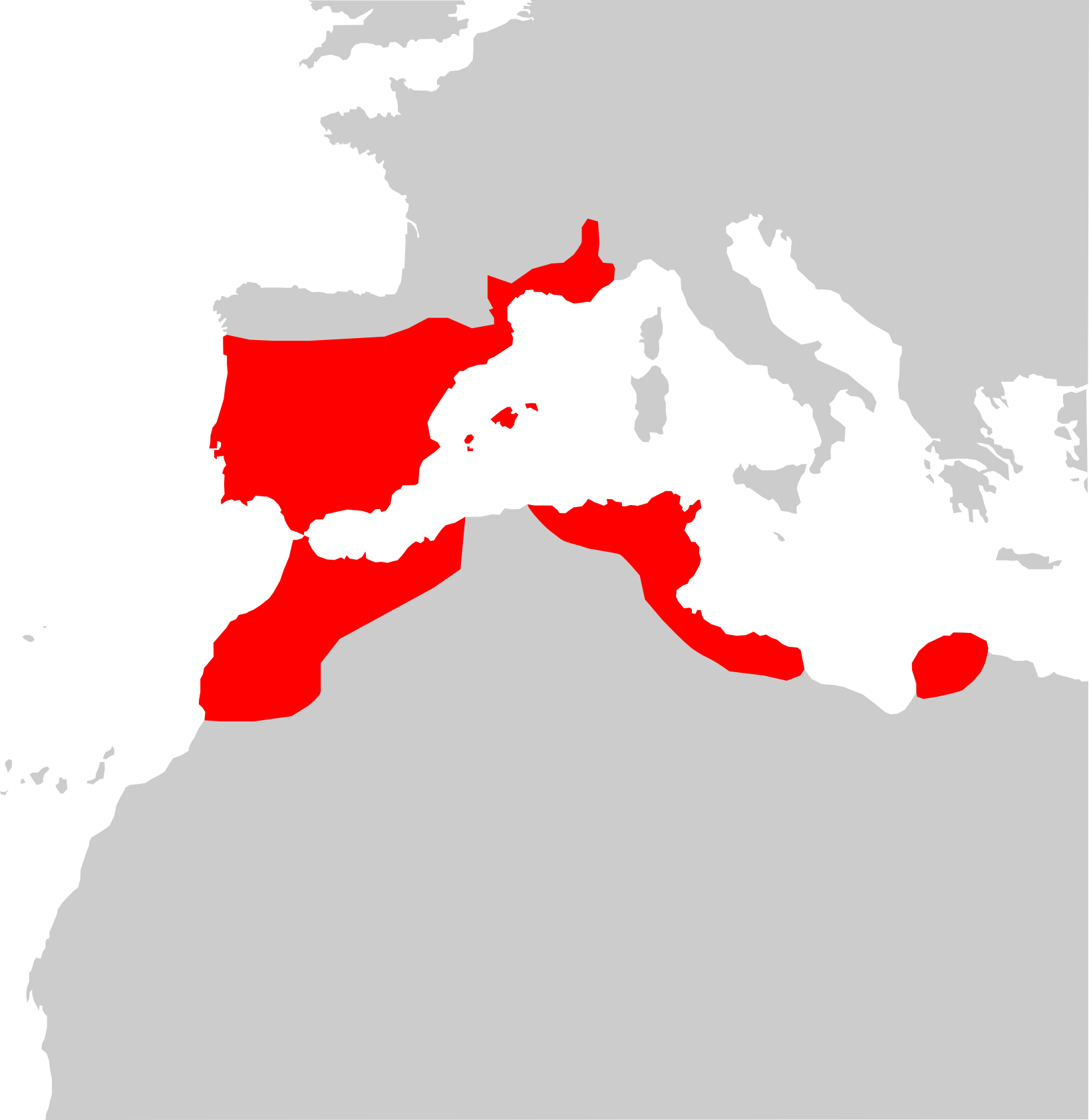
zone d'habitat de Mus spretus